# Signe Hornborg

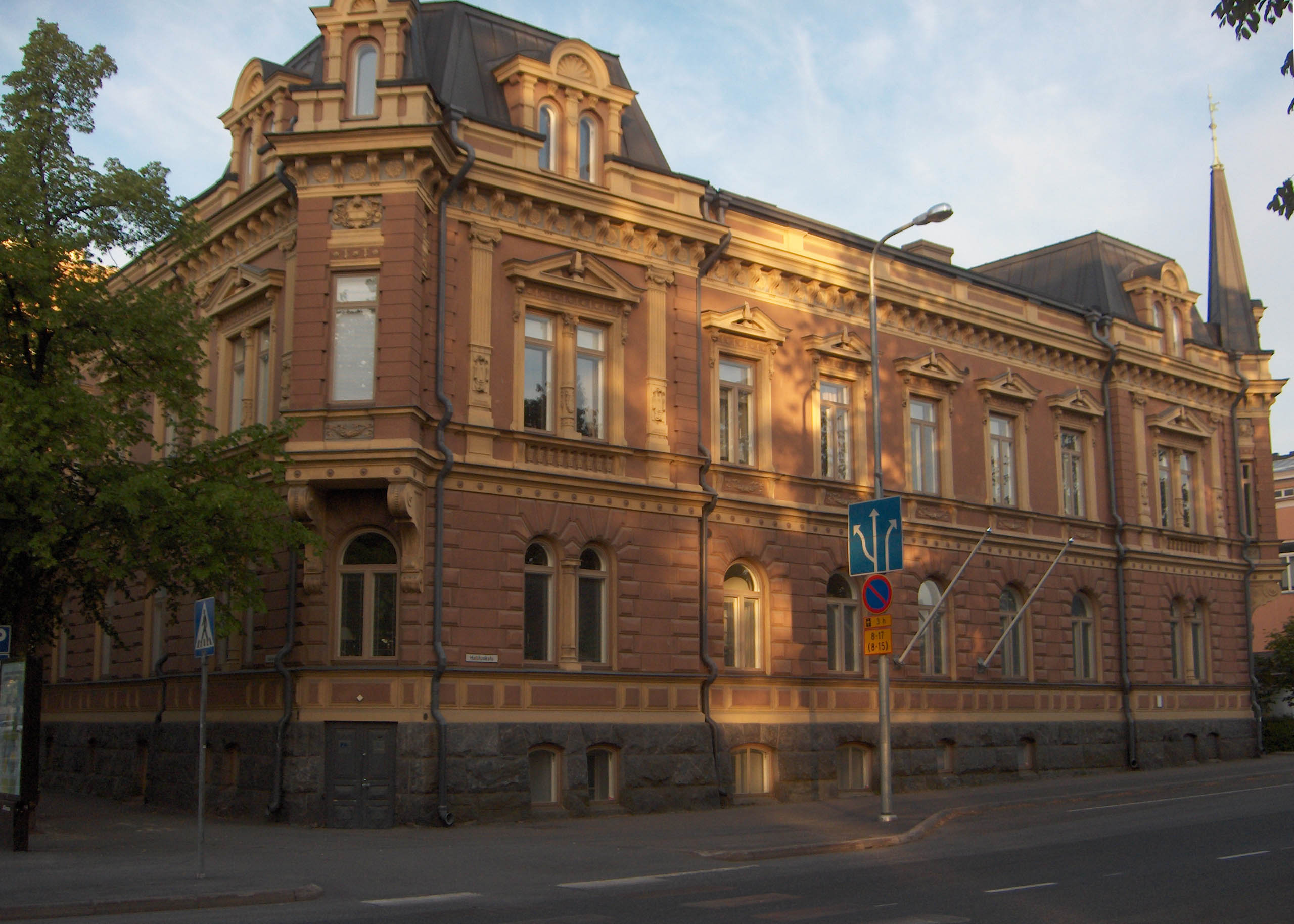
Signelinna a Pori (1892)

Signe Hornborg (Turku, 8 novembre 1862 – Helsinki, 6 dicembre 1916) è stata un architetto finlandese, laureatasi nel 1890 presso il Politecnico di Helsinki è la prima donna in Europa ad essersi laureata in architettura.

## Biografia
Sono poche le informazioni sulla sua vita, Hornborg fu tra le prime a beneficiare della nuova normativa finlandese sull'accesso alla formazione superiore che venne approvata su spinta dell'associazione femminile della Finlandia costituitasi nel 1884.
Si iscrisse alla facoltà di architettura del Politecnico di Helsinki (ora chiamata Aalto University School of Arts, Design and Architecture) dove si laureò nel 1890. Dopo la laurea lavorò ad Helsinki presso lo studio Kiseleff & Heikel e in seguito con Lars Sonck, uno dei principali esponenti del Nazionalismo romantico.
Non ci sono informazioni sul numero di progetti a cui collaborò, tra i progetti a cui diede un contributo significativo vi sono l'edificio chiamato Signelinna (o Nerwanderin talo, casa Nerwander), un edificio in stile eclettivo situato nel centro di Pori (1892). Suo era anche il progetto della facciata dell'edificio residenziale Sepänkatu (1897) a Helsinki demolito nel 1960. All'epoca le donne non erano considerate in grado di progettare l'intero edificio perché l'architetto era mestiere da uomo. 
Nel 1890 progettò una caserma dei vigili del fuoco volontari a Porvoo tuttora esistente, Hornborg aveva progettato anche quella di Hamina che però fu demolita. L'edificio di Porvoo è il più antico edificio in Europa progettato da un architetto donna.